# Doryphoribius doryphorus
Doryphoribius doryphorus är en djurart som tillhör fylumet trögkrypare, och som först beskrevs av Maria Grazia Binda och Giovanni Pilato 1969.  Doryphoribius doryphorus ingår i släktet Doryphoribius och familjen Hypsibiidae. Inga underarter finns listade i Catalogue of Life.